# Ananias de Siracena

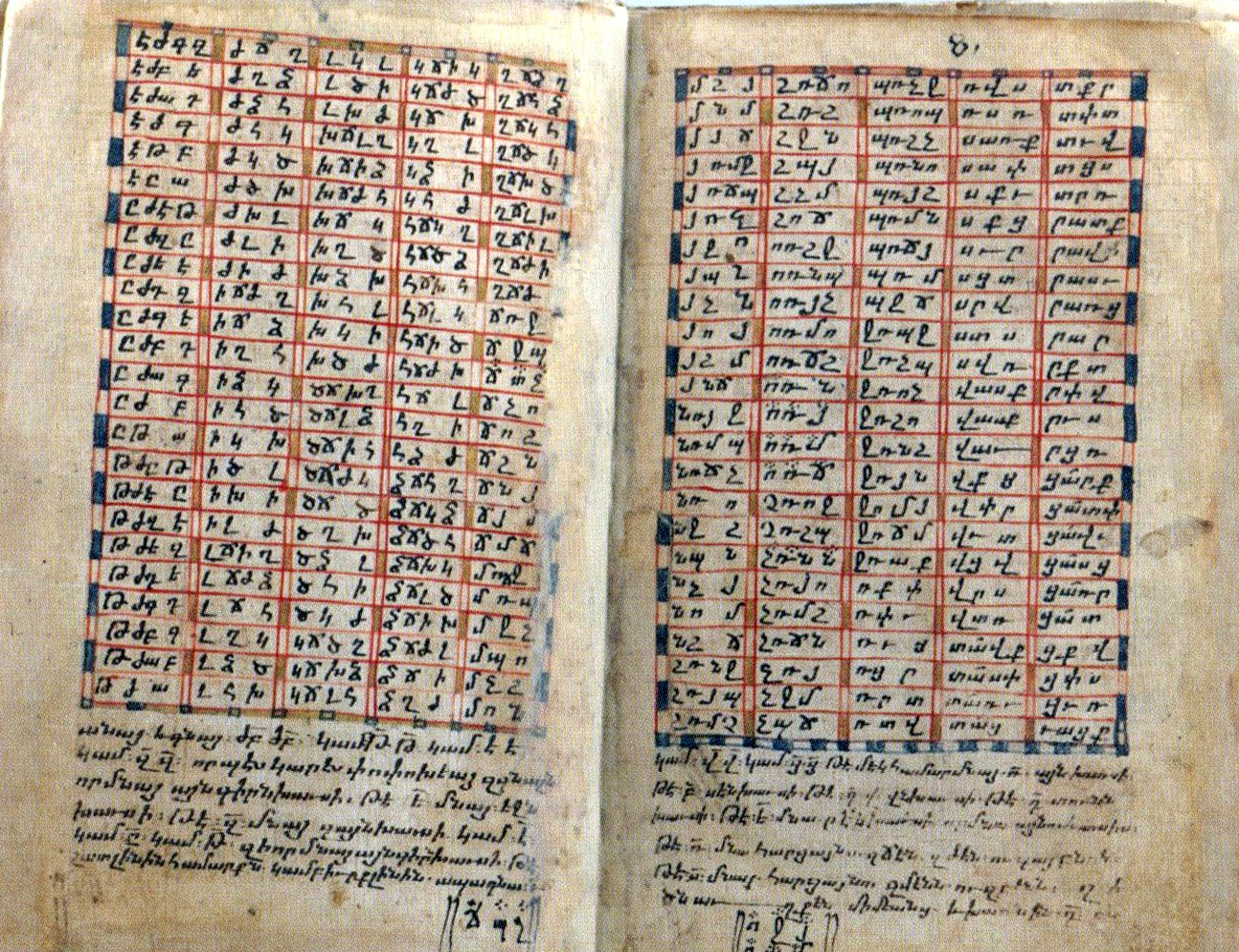
Manuscrito do século XIII (1283) de uma das obras de Anania

Ananias de Xiraque/Siracena (em armênio/arménio: Անանիա Շիրակացի; romaniz.: Anania Shirakatsi; 610 – 685) foi matemático, geógrafo e filósofo armênio do século VII. Suas mais famosas obras são um Guia de Geografia (em armênio/arménio: Ashharatsuyts) e uma Cosmografia. Seu Guia de Geografia inclui pormenores sobre o mapeamento da terra dos proto-búlgaros no Monte Imeon, na Ásia Central. Ele também deixou uma autobiografia.

## História
Nascido em 610 na vila de Ananias, em Siracena, se interessou cedo pela matemática. Segundo sua autobiografia, realizou inúmeras viagens para Constantinopla, Teodosiópolis, Sinope, etc. Segundo ele, quando passou por Trebizonda tornou-se aluno de certo Tíquico, famoso na época, que lhe ensinou por oito anos. Em 651, retornou para seu país e criou uma escola. Era um cristão devoto e morreu em 685.
Sua obra mais famoso é sua Geografia, que realizou corte inovador da Armênia em 15 províncias (Airarate, Alta Armênia, Orquistena, Arzanena, Caspiana, Gordiena, Gogarena, Moxoena, Persarmênia, Siunique, Sofena, Taique, Turuberânia, Otena e Vaspuracânia) a partir de diferentes períodos de sua história. A autoria de Geografia foi por vezes atribuída a Moisés de Corene; Também é o autor de um manual aritmético, um tratado sobre pesos e medidas, uma geometria astronômica e uma Crônica comissionada pelo católico Anastácio I de Acorri na qual melhorou o calendário armênio.
Dentre as demais obras a mais notável é sua Cosmologia na qual anunciou, oito séculos antes de Galileu e Copérnico, que a Terra é esférica e gira em torno do Sol. Em uma obra em 48 capítulos, descreve um mundo centrado no Sol, a Terra com sua geometria e sua atmosfera, a Lua como naturalmente sombria, e que sua luminosidade provém do reflexo do Sol. Ele acreditava firmemente que a Via Láctea é uma densa massa de estrelas com pouca iluminação, o que é mais próximo da realidade.[carece de fontes?]

## Medalha
Entre as medalhas da República da Armênia figura a medalha Anania Shirakatsi, que é concedida a autores de contribuições notáveis em economia, arquitetura, ciência, tecnologia e engenharia.